# Maximilian Forker-Schubauer
Maximilian „Max“ Arthur Forker-Schubauer  (* 12. August 1844 in Neustadt in Sachsen als Maximilian Arthur Forker; † 11. Mai 1932 in Kahnsdorf, Sachsen) war ein deutscher Verwaltungsjurist und Kreishauptmann in Zwickau.

## Leben
Der als Sohn eines Gerichtsamtsmannes geborene Forker besuchte von 1856 bis 1858 das Gymnasium in Bautzen und anschließend bis 1864 die Fürstenschule Grimma. Von 1864 bis 1867 studierte er mit einem königlichen Stipendium an der Universität Leipzig Rechtswissenschaften. Es folgten Ausbildungsstationen am Gerichtsamt Zschopau und am Gerichtsamt Burgstädt. 1872 wurde er ans Bezirksgericht Chemnitz versetzt. Von 1874 bis 1878 war er Bezirksassessor bei der Amtshauptmannschaft Borna. Nach der Ernennung zum Regierungsassessor 1878 folgte bis 1882 eine Tätigkeit als Hilfsarbeiter bei der Kreishauptmannschaft Chemnitz. 1876 heiratete er Johanna Maria Schubauer, die das Rittergut Kahnsdorf in die Ehe einbrachte und mit der er vier Töchter hatte.
Von 1882 bis 1884 leitete Forker-Schubauer als Amtshauptmann die Amtshauptmannschaft Flöha und von 1884 bis 1895 die Amtshauptmannschaft Borna. Von 1895 bis 1900 war er Vortragender Rat im Königlich-sächsischen Ministerium des Innern, wo er u. a. der Kommission für das Veterinärwesen vorstand. Von 1900 bis 1907 war Forker-Schubauer Kreishauptmann der Kreishauptmannschaft Zwickau. Danach trat er in den Ruhestand.